# Vieille ville d'Hébron
La vieille ville d'Hébron regroupe la partie historique d'Hébron, ville palestinienne de Cisjordanie occupée, bâtie dans la région des monts de Judée, au sud de Jérusalem. C'est une des plus anciennes cités du Proche-Orient encore habitée. Construite à une altitude de 930 mètres (soit près de 1 300 mètres au-dessus du niveau de la mer Morte), c'est l'une des plus hautes villes de la région. Elle était considérée jusqu'au XIXe siècle comme la ville la plus élevée du Moyen-Orient.
La vieille ville est située à l'est du centre d'Hébron, dans la zone dite H2, sous contrôle de l'armée de défense d'Israël, dans laquelle vivent environ 30 000 Palestiniens et où se trouve une enclave de peuplement juif de 600 à 800 habitants. Cette zone a connu de multiples épisodes de violence dans le contexte de la poursuite de la colonisation israélienne.
La communauté internationale considère les colonies israéliennes en Cisjordanie comme illégales au regard du droit international. L'article 49 de la quatrième convention de Genève stipule en effet qu'une « puissance occupante ne pourra procéder à la déportation ou au transfert d’une partie de sa propre population civile dans le territoire occupé par elle ». Cette disposition importante du droit international humanitaire est universellement comprise comme interdisant l'établissement de colonies israéliennes dans n’importe quelle partie des territoires palestiniens occupés, mais le gouvernement israélien le conteste.
Vieille de 4000 ans, elle est considérée comme l'une des rares cités à avoir pu protéger son patrimoine architectural historique. Celui-ci date surtout de l’époque mamelouke pour sa partie centrale, qui est la plus ancienne, et ottomane pour sa partie la plus périphérique.
Hébron est considérée comme une ville sainte à la fois par les Juifs, les chrétiens et les musulmans, en raison de la présence de la mosquée d'Abraham, ou tombeau des Patriarches. Ce bâtiment fut construit il y a 2000 ans par le roi Hérode Ier le Grand au-dessus de la grotte de Machpéla où auraient été enterrés Abraham et sa famille il y a 3500 ans.
Le 7 juillet 2017, l'Organisation des Nations Unies pour l'éducation, la science et la culture (UNESCO) a inscrit la vieille ville sur la Liste du patrimoine mondial pour sa valeur universelle et son architecture unique, en la reconnaissant comme un site palestinien, provoquant la colère d'Israël.

## Étymologie
La notoriété d'Hébron est liée au patriarche Abraham (Abraham l'ami), ancêtre de tous les prophètes. Selon la tradition biblique, il s'y est installé et a contribué à son développement.
Auparavant, la ville a porté différents noms dont la signification n'est pas clairement établie : Kyriat Arba, ou la ville des quatre, fait référence à quatre tribus, ou quatre collines, puis Habr ou Habron, sans doute dérivés du mot arabe Hibr, signifiant « être lié, associé ».
En hébreu, le nom de Hevron, déjà présent dans le texte biblique il y a plus de 2500 ans, a pour racine חֶבְר dont dérivent beaucoup de mots qui signifient lier, associer ou encore allier. Le mot hébreu haver qui signifie ami est de la même racine.

## Histoire
La vieille ville d’Hébron est une ville multiculturelle qui abrite une mosaïque de communautés ethniques, tribales et religieuses. Elle constitue un ensemble historique exceptionnel qui a conservé dans sa quasi-intégralité un tissu urbain datant de l’époque mamelouke. Construite autour du tombeau des Patriarches érigé au temps du roi Hérode le Grand, ses bâtiments actuels, ses arches et ses ruelles remontent essentiellement aux époques ayyoubide, mamelouke et ottomane.
La ville d’Hébron date au moins du Ier siècle de notre ère, mais elle est probablement bien antérieure. Non loin de là, sur le Tel Rumeida, se trouvent d’importants vestiges urbains. Une partie de ces vestiges date de plus de trois mille ans, et témoigne aussi d’un lieu de pèlerinage chrétien du IVe siècle. Les collines alentour constituaient une forme de défense naturelle pour la ville mamelouke, séparant ses vallées fertiles du désert qui s’étendait au-delà. La ville était située au croisement de routes commerciales de caravanes cheminant entre le sud de la Palestine, le Sinaï, l'est de la Jordanie et le nord de la péninsule arabique .
Selon la tradition biblique, c’est après avoir quitté la cité d'Ur en Mésopotamie que le patriarche Abraham aurait choisi Hébron pour s’installer avec sa famille. La ville historique s’est développée autour de la mosquée d’Abraham, ou caveau des Patriarches, une vaste enceinte sacrée construite à l’époque hérodienne. Selon les traditions du judaïsme et de l'islam, cette enceinte abriterait les sépultures d'Abraham et de sa famille : sa femme Sara, leurs descendants Isaac et Rébecca, Jacob et Léa (Gen 49:31).

## Situation politique

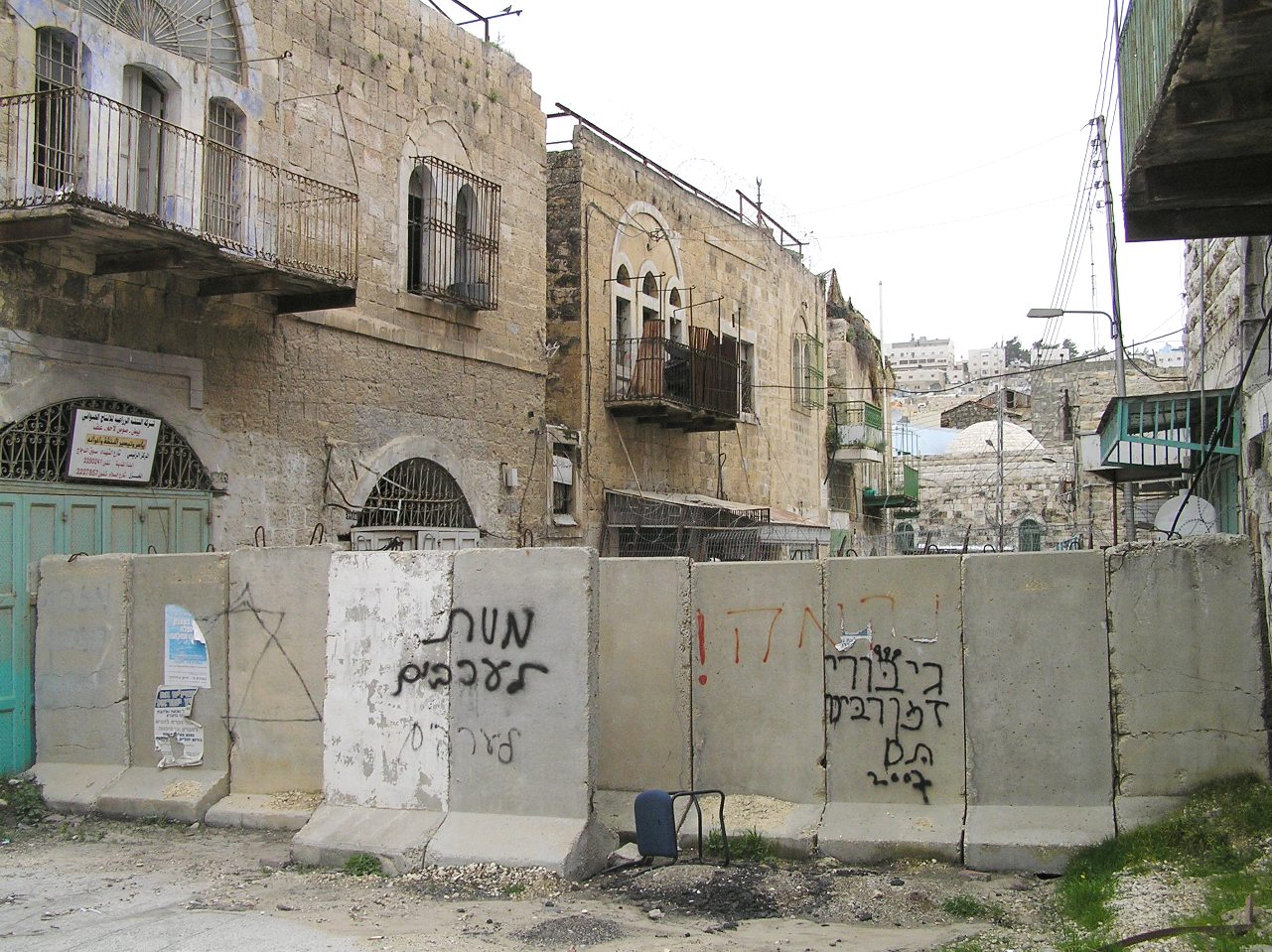
L'apartheid dans la ville sous occupation.

Contrairement aux autres localités palestiniennes, à l'exception de Jérusalem-Est, Hébron a été la cible d'une intense activité de colonisation au cœur même de la vieille ville, là où se trouvait autrefois son centre commercial. Ces activités, qui ont débuté quelques mois seulement après le début de l'occupation israélienne, ont entraîné la création de cinq colonies comptant plusieurs centaines d'habitants: Beit Hadassah, Beit Romano, Tel Rumeida, Avraham Avinu, et Beit Hashalom. Certaines de ces habitations appartenaient autrefois à des Juifs qui vivaient dans la ville avant même la création de l'État d'Israël.

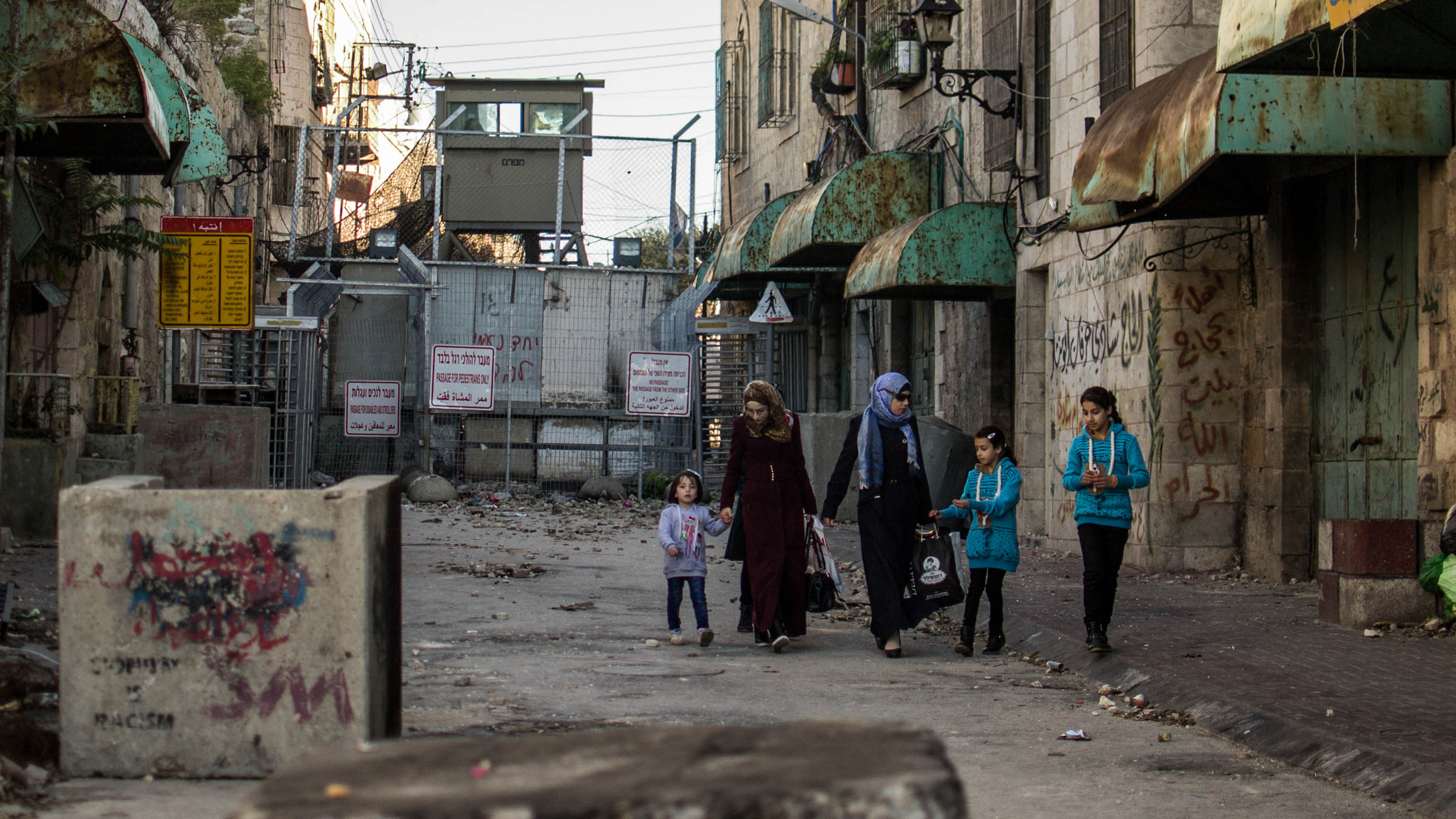
Un checkpoint israélien à Hébron en 2015. Il y a plus de 600 points de fermeture (murs, barrières) qui séparent les différents territoires.

Dès le début, le processus de colonisation dans la ville a déclenché un cycle d'attaques et de représailles violentes entre les colons israéliens et les résidents palestiniens, qui a fait un grand nombre de victimes des deux côtés. Invoquant la nécessité de prévenir les frictions entre les deux populations, les autorités israéliennes ont progressivement isolé le centre d'Hébron du reste de la ville, coupant la contiguïté entre ses zones sud et nord. Cette politique a été guidée par ce que les autorités israéliennes appellent le principe de séparation.
Les origines de cette politique remontent à 1994 lorsque, à la suite d'un massacre de fidèles musulmans par un colon israélien, Baruch Goldstein, Israël a mis en place un système pour réglementer l'accès séparé à la Mosquée d'Abraham / tombeau des Patriarches. La division en deux zones à souveraineté partagée, H1 et H2, a été officialisée en janvier 1997 par la signature entre l’autorité palestinienne et le gouvernement israélien du protocole d'accord sur le redéploiement dans la ville d’Hébron.

Dans la vieille ville située dans le secteur H2, sous souveraineté israélienne, des grillages sont installés par les Palestiniens au dessus les ruelles ou patios afin de se protéger des déchets lancés de leurs fenêtres par les colons israéliens,.

Grillage pour protéger les Palestiniens des jets d'ordures des colons israéliens
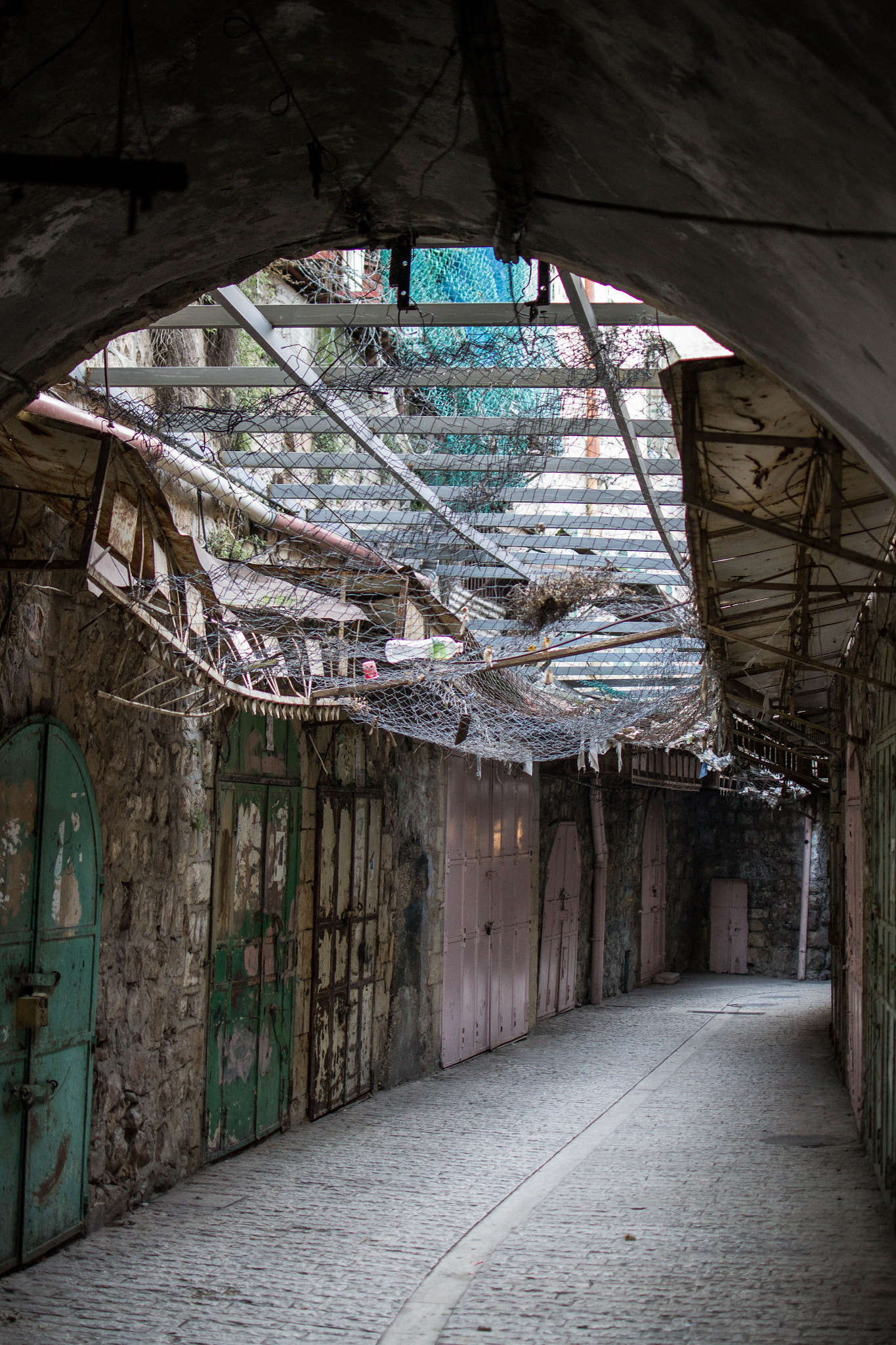
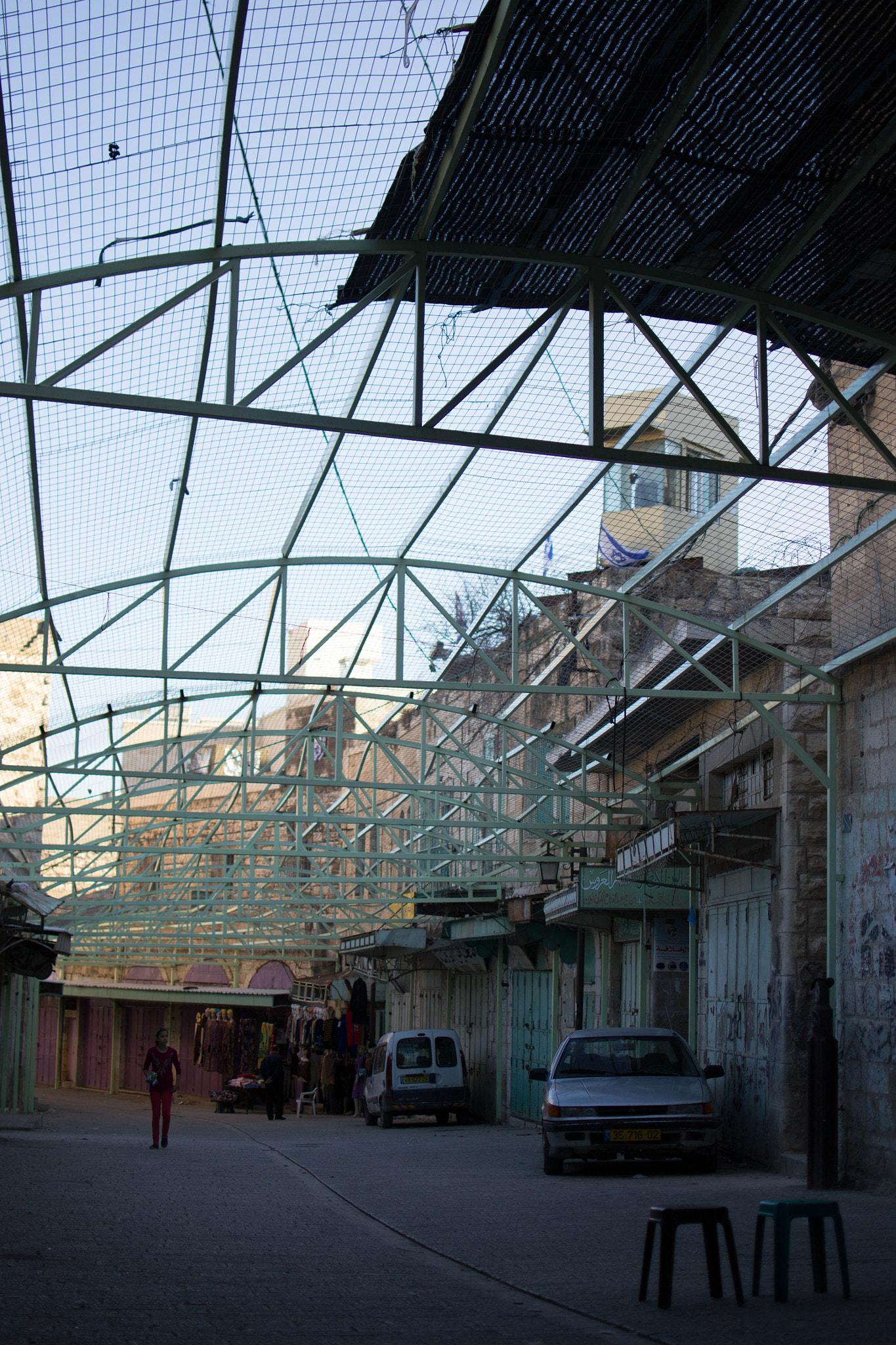